# Leo Spitzer
Pour les articles homonymes, voir Spitzer.
Leo Spitzer (né à Vienne, le 7 février 1887 et mort à Forte dei Marmi, le 16 septembre 1960) était un stylisticien, philologue et théoricien de la littérature autrichien, qui enseigna à l'université de Marbourg, pour terminer sa carrière à l'université Johns-Hopkins à Baltimore.

## Biographie
Après l'accession des nazis au pouvoir en 1933, il a d'abord été déchu de son titre de professeur et s'est exilé, comme son collègue Erich Auerbach, d'abord à Istanbul, puis aux États-Unis à l'université Johns-Hopkins à Baltimore où il peut se consacrer à ses seuls travaux de recherche. Ses œuvres furent écrites en allemand, anglais, espagnol, italien. Ses recherches portent surtout sur la littérature française. Il est l'un des fondateurs de ce que l'on nomme la « stylistique moderne ».
En 1955, il reçut le prestigieux prix Antonio-Feltrinelli pour la philologie et l'histoire littéraire.

## Œuvres
En allemand
- Die Wortbildung als stilistisches Mittel exemplifiziert an Rabelais, Halle, Max Niemeyer, 1910
- Motiv und Wort, Studien zur Literatur und Sprach-Psychology, 1918
- Studien zu Henri Barbusse, Bonn, F. Cohen, 1920
- Italienische Kriegsgefangenenbriefe, Bonn, Hanstein, 1921
- Italienische Umgangssprache, Bonn, Kurt Schroeder, 1922
- Stilstudien, Munich, Hueber, 1928
- Romanische Stil-und Literaturstudien, Marbourg, Elwertsche, 1931

Il s'agit d'un choix de titres. La bibliographie américaine recense toutes langues confondues 1006 items (ouvrages et articles)
En anglais
- Linguistics and literary history, Princeton University Press, 1948
- Essays on English and American Literature, éd. par Anna Granville Hatcher, Princeton University Press, 1962 (posthume)
- Classical and Christian Ideas of World Harmony, éd. par Anna Granville Hatcher, préface de René Wellek, Baltimore, Johns Hopkins, 1963 (posthume) traduit en français sous le titre L'Harmonie du monde (voir infra)

(idem pour le choix)
En espagnol
- La enumeración caótica en la poesía moderna, Buenos Aires, Instituto de Filologia, 1945

(idem pour le choix)
En français (version originale)
- « Racine et Goethe », in Revue d’histoire de la philosophie et d’histoire générale de la civilisation, janvier 1933, p. 58-75

idem pour le choix)
Traduites en français
- Études de style, précédé de Leo Spitzer et la lecture stylistique par Jean Starobinski, traduit de l'anglais et de l'allemand par Éliane Kaufholz, Alain Coulon et Michel Foucault, Paris, Gallimard, 1970
- Approches textuelles des Mémoires de Saint-Simon, avec Jules Brody, préf. d'Yves Coirault, Tübingen-Paris, G. Narr-J.-M. Place, 1980
- L'Harmonie du monde. Histoire d'une idée, traduit de l'anglais par Gilles Firmin, Paris, Editions de l'éclat, 2012

Pour connaître l'intégralité des études de Spitzer écrites en français ou traduites en français (pour celles écrites en allemand, anglais ou espagnol ou italien), il faut se référer à la Bibliographie critique de Baer et Shenholm (réf données in fine). L'ouvrage à paraître chez Droz : Soixante études sur le style de textes français donnera une Table synoptique répertoriant et référençant tous les textes de Spitzer relatifs à la littérature français (soit écrits par Spitzer en langue française soit traduits depuis son décès.)